# Llavanera (Pardinas)
Llavanera es una entidad de población española del municipio de Pardinas, perteneciente a la provincia de Gerona, en la comunidad autónoma de Cataluña. En 2022, tenía empadronados dos habitantes.